# 沖縄教職員会

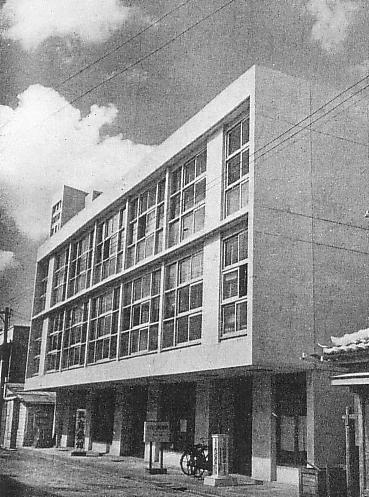
1955年頃の沖縄教職員会教育会館

沖縄教職員会（おきなわきょうしょくいんかい）とは、復帰前の沖縄において、教職員の経済的・社会的地位の向上を図るために組織された団体である。現在の沖縄県教職員組合の前身であるが、校長などの管理職も包含しており、いわゆる労働組合（職員団体）ではない。
1947年に結成された「沖縄教育連合会」が前身で、1952年に「沖縄教職員会」に改称した。初代会長は屋良朝苗である。その後、祖国復帰運動の中心団体として大いに活躍した。1968年の行政主席選挙で会長の屋良朝苗が当選したため、喜屋武真栄が新たに会長に就任した。